# Ulica Wycieczkowa w Łodzi
Ulica Wycieczkowa – łódzka ulica o długości ok. 5,4 km, przechodząca przez las Łagiewnicki, zaczynająca się od ul. Strykowskiej i kończąca się skrzyżowaniem z ul. Okólną.

## Charakterystyka
Przy ul. Wycieczkowej znajdują się:
- Kapliczki św. Rocha i św. Antoniego (najstarszy zabytek w Łodzi)
- Centrum Leczenia Chorób Płuc dla Dzieci

Ulica Wycieczkowa w całości posiada nawierzchnię bitumiczną. Na fragmencie jej długości obowiązuje zakaz ruchu dla samochodów indywidualnych. Mogą tam jeździć tylko autobusy łódzkiej komunikacji miejskiej (linie 51A, 51B i 61), pojazdy uprzywilejowane oraz rowery, dla których w niektórych miejscach wytyczono oddzielną ścieżkę.